# Aeroporto de Americana
O Aeroporto de Americana / Augusto de Oliveira Salvação é um importante referencial do tráfego aéreo da Região Metropolitana de Campinas, possui pista asfaltada, iluminada para voos noturnos, com balizamento e dimensões de 1.100 x 18 metros. Seu projeto de revitalização já foi concluído em parte, faltando somente a ampliação da pista e é administrado pela Prefeitura de Americana.

## Aeroporto deAmericana/ Augusto de Oliveira Salvação
SDAI/***

### Localização
- Coordenadas: 224519S/0471605W
- Categoria/Utilização: PUB
- Fuso Horário: UTC-3
- Tipo de Operação: VFR DIURNA/NOTURNA
- Distância e Direção: 3SE
- Elevação: 635M (2085FT)
- Endereço: Rodovia Luiz de Queiroz (SP-304), km 1
- Fone: +55 19 3467-2368

### Clima
- Temperatura média mínima: 14°C
- Temperatura média máxima: 26°C
- Média Mínima (Inverno): 9°C
- Média Mínima (Verão): 18°C

- Média Máxima (Inverno): 23°C
- Média Máxima (Verão): 29°C
- Precipitação anual: 1350 mm

### Luzes do aeródromo
- L21 – Farol rotativo de aeródromo
- L26 – Indicador de direção de vento iluminado

### Características
- Designador: 12 / 30
- Dimensões: 1100 x 18
- Tipo de Piso: ASPH
- Resistência: (PCN) 9/F/B/X/T

### Sistema de luzes
- THR 12: L12 - Luzes de cabeceira
- RWY 12/30: L14 - Luzes ao longo das laterais da pista
- L15 - Luzes de pista de táxi indicando sua trajetória
- THR 30: L12 - Luzes de cabeceira

### Combustível
- AVGAS
- JET-A1

### Outras informações
- a) Frequência 135.025
- b) OBS cerca 1,5M HGT DIST 53M do eixo da pista em ambas laterais
- c) OBS postes de energia elétrica SCT "SE" AD na área APCH THR 30 DIST 163M HGT 18M
- d) O balizamento ficará ligado 01 somente no período das 0500 às 0600. Depois deste HR O/R TEL (19) 3467-2368 ou 3467-0204
- e) Quando for solicitado balizamento noturno, este ficará ligado 30 (trinta) MIN antes da ARR e 30 (trinta) MIN após a DEP